# Channel Zero (Band)
Channel Zero ist eine Thrash-Metal-Band aus Brüssel (Belgien).

## Geschichte
Channel Zero wurden 1990 von Phil Baheux, Tino de Martini und Patrice Hubloux gegründet. Die drei Gründungsmitglieder waren vorher in der Thrash-Metal-Band Sixty Nine aktiv. Der Bandname stammt vom Public-Enemy-Song She Watches Channel Zero. Nach kurzer Zeit schlossen sich der Sänger Franky de Smet van Damme und der Gitarrist Xavier Carion der Band an. Im Gründungsjahr nahm die Band ein Demo auf, welches sich über eintausend Mal verkaufte. Daraufhin wurde die Band von der deutschen Firma Shark Records unter Vertrag genommen.
1992 erschien das selbst betitelte Debütalbum. Channel Zero tourte anschließend mit Deicide, Biohazard und Pantera durch Europa und erspielten sich besonders im Benelux und Deutschland eine schnell wachsende Fanschar. Nach der Tour wurde der Gitarrist Patrice Hubloux durch Peter Iterbeke ersetzt.
Ein Jahr später nahm die Band ihr zweites Album Stigmatized For Life auf. Da die Band mit dem Mix nicht zufrieden war, flog Sänger de Smet van Damme auf eigene Kosten nach Nashville, um die Aufnahmen von Pantera-Schlagzeuger Vinnie Paul nachbearbeiten zu lassen. Mit diesem Album nahm die Band mehr und mehr Hardcore-Einflüsse im Bandsound auf. Es folgten monatelange Tourneen mit Life of Agony, Pro-Pain und Obituary. Nach dem Ende der Tour verließ Peter Iterbeke die Band, die nun als Quartett weitermachte.
Mit Play It Again, Sam hatte Channel Zero mittlerweile eine neue Plattenfirma, auch das Management wurde gewechselt. Das dritte Album Unsafe bescherte den Belgiern den endgültigen Durchbruch in Europa: Erstmals wurde ein Channel Zero-Album in den USA veröffentlicht, wo auch ein Videoclip zu Suck My Energy gedreht wurde; dieser Clip wurde häufig von MTV ausgestrahlt. Es folgte eine Tour mit Megadeth sowie Auftritte auf den größten Musikfestivals Europas, wie z. B. Torhout/Werchter oder Pukkelpop. Ferner tourte die Band erstmals durch Australien.
1996 wurde das vierte Album Black Fuel veröffentlicht, welches erneut hervorragende Kritiken erhielt. Die folgende Tour mit Body Count verlief jedoch ziemlich unglücklich. Im Sommer traten Channel Zero auf dem Dynamo Open Air auf. Ein Jahr später häuften sich Gerüchte, das die Band sich auflösen werde. Tatsächlich verkündeten Channel Zero im August 1997 das Ende der Band. Als Nachruf wurde noch ein Livealbum veröffentlicht.
Am 15. Juni 2009 wurde bekannt gegeben, dass die Band am 22. Januar 2010 in Brüssel ein Reunion-Konzert spielen werde. Dies wurde von Fans in einer Facebook-Gruppe so vehement gefordert, dass die Band sich dazu entschloss, dem Wunsch ihrer Fans nachzukommen. Das Reunion-Konzert in der Ancienne Belgique in Brüssel war so schnell ausverkauft, dass zunächst zwei weitere Konzerte am 23. und 24. Januar hinzugefügt wurden. Nachdem auch diese schnell ausverkauft waren, wurden noch drei weitere Zusatzkonzerte am 28., 29. und 31. Januar eingelegt. Die Konzerte wurden 2010 als Live-CD und -DVD veröffentlicht. Ebenso wurde Channel Zero, neben Bands wie Kiss und Motörhead, für das belgische Graspop Metal Meeting (25. bis 27. Juni 2010) und für das Rock Werchter bestätigt.
2011 veröffentlichte die Band ihr Comeback-Studioalbum Feed 'Em with a Brick.
Am 10. August 2013 verstarb unerwartet Schlagzeuger Phil Baheux im Alter von 45 Jahren. Todesursache war ein gerissenes Blutgefäß. Im Gedenken an den verstorbenen Baheux spielte die Band am 14. August 2013 ein akustisches Konzert auf dem Brussels Summer Festival.
Im Oktober 2013 gaben die restlichen Bandmitglieder bekannt, die Arbeiten am neuen Album fortführen zu wollen. Als Schlagzeuger auf diesem Album wurde Roy Mayorga bekannt gegeben. Das Album Kill All Kings wurde am 4. April 2014 veröffentlicht. Vorab erschien am 4. März die Single Electronic Cocaine. Für Live-Konzerte fungiert seit 2014 der griechisch-amerikanische Musiker Seven Antonopoulos als Schlagzeuger der Band.
Am 16. Oktober 2015 veröffentlichten Channel Zero das Album Unplugged, für das die Band eigene Songs in Akustik-Versionen neu aufnahm. Zu diesem Album absolvierte die Band in der Folge auch eine umfassende Tour durch Belgien.

## Diskografie

### Alben
- 1992: Channel Zero
- 1993: Stigmatized for Life
- 1994: Unsafe
- 1996: Black Fuel
- 1997: Live (Livealbum)
- 2010: Live at the Ancienne Belgique (Livealbum, DVD und CD)
- 2011: Feed ’Em with a Brick
- 2014: Kill All Kings
- 2015: Unplugged
- 2017: Exit Humanity
- 2020: The Best Of – 30 Years: 1990–2020

### EPs
- 1995: Help
- 1995: Heroin
- 1995: Suck My Energy
- 1996: Fools Parade

### Singles
- 1995: Run W.T.T.
- 1997: Call on Me
- 2010: Black Flowers
- 2011: Hot Summer
- 2014: Electronic Cocaine

### Demos
- 1990: Demo 90